# Caprice bohémien
Caprice bohémien, op. 12 est un poème symphonique pour orchestre composé par Sergueï Rachmaninov entre 1892 et 1894.

## Création et postérité
Rachmaninov commençe le travail sur cette pièce durant l'été 1892, écrivant en août dans une lettre à son ami, le baryton Mikhail Slonov, qu'il écrirait d'abord la composition pour piano à quatre mains, et l'orchestrerait plus tard. Rachmaninov achève cette version orchestrale deux ans plus tard, à la mi-septembre 1894,. L'œuvre est éditée à Piotr Lodyzhensky, l'époux de la tzigane Anna Alexandrovna Lodyzhenskaya, à qui il dédia plus tard sa première symphonie,.
L'œuvre est créée à Moscou, le 22 novembre 1894, avec Rachmaninov à la direction, lors d'une tournée avec la violoniste Teresina Tua,.
Rachmaninov développa par la suite une forte aversion pour cette pièce. En 1908, il en fait l'une des trois de ses compositions qui l'« effrayaient » et qu'il aimerait réviser, avec son Premier Concerto pour piano et sa Première Symphonie, bien qu'il ne l'ai jamais révisé . En 1930, il la décrivait comme la seule de ses œuvres qu'il « préférerait désavouer ».

## Structure
L'œuvre est dans les tonalités de mi mineur et mi majeur, et se divise en trois sections. La première section, marquée Allegro vivace, s'ouvre sur les battements des timbales, avec la musique se développant à travers des accords lents et dramatiques exprimés par les bois graves et repris par les cuivres graves. Un court interlude dans les vents aigus amène la pièce à un éclat vibrant, mené par les cordes, dans un motif répété plusieurs fois tout au long de la pièce. La section centrale de la pièce, marquée Lento lugubre, est lente et étirée. La section conclusive de l'œuvre est un climax fort et vif, et après un bref et puissant répit en si mineur, la composition se termine sur un accord éclatant en mi majeur.
Rachmaninov commença l'écriture du capriccio peu après l'achèvement de son opéra Aleko, une œuvre centrée de manière similaire sur des thèmes tziganes.
L'œuvre a été comparée au Capriccio espagnol de Nikolaï Rimski-Korsakov et au Capriccio italien de Piotr Ilitch Tchaïkovski.